# Craig Olejnik
Craig Olejnik (ur. 1 czerwca 1979) – kanadyjski aktor polskiego pochodzenia.

## Dzieciństwo i młodość
Olejnik jest absolwentem West Kings District High School w Auburn w Nowej Szkocji. Jego dziadek służył w wojsku, a także był przez 5 lat jeńcem wojennym przetrzymywanym w obozie koncentracyjnym w okupowanej Polsce, podczas II wojny światowej.
Jego dziadkowie wyemigrowali do Kanady z Polski.

## Kariera
Jego kariera rozpoczęła się od udanego przesłuchania do filmu Margaret’s Museum, gdzie zagrał u boku Heleny Bonham Carter. W filmie grał Jimmy’ego MacNeila, młodszego brata głównej bohaterki.
Olejnik jest znany głównie ze swojej roli w serialu telewizyjnym The Listener gdzie występuje jako Toby Logan, sanitariusz z mocą czytania w myślach. Jego poprzednie role to Runaway, Thir13en Ghosts, Margaret’s Museum i Wolf Lake. Jest także reżyserem i producentem filmu Interview with a Zombie, w którym występuje.

## Filmografia
| Rok  | Tytuł                   | Rola                           |                      |
| ---- | ----------------------- | ------------------------------ | -------------------- |
| 1995 | Margaret’s Museum       | Jimmy MacNeil                  |                      |
| 1999 | Teen Sorcery            | Michael Charming               |                      |
| 2001 | Thirteen Ghosts         | Royce Clayton, The Torn Prince |                      |
| 2002 | Flower & Garnet         | Carl                           |                      |
| 2005 | Interview with a Zombie | Interviewer                    | Film krótkometrażowy |
| 2009 | The Timekeeper          | Martin Bishop                  |                      |
| 2016 | Wake up                 | Mr. Bowman / Additional voices | Film krótkometrażowy |

| Rok       | Tytuł                         | Rola             |                                                                                       |
| --------- | ----------------------------- | ---------------- | ------------------------------------------------------------------------------------- |
| 2001      | So Weird                      | Zach Stewart     | odcinek „Mr. Magnetism”                                                               |
| 2001      | Wolf Lake                     | Sean             | odcinki „Meat the Parents”, „Soup to Nuts”                                            |
| 2006      | Obituary                      | Luke             | Film telewizyjny                                                                      |
| 2006–2008 | Runaway                       | Jake Bennett     | Rola epizodyczna                                                                      |
| 2007      | In God’s Country              | Frank            | Film telewizyjny                                                                      |
| 2009–2014 | The Listener                  | Toby Logan       | Główna rola                                                                           |
| 2011      | Murdoch Mysteries             | Nicholas Jenkins | odcinki "Downstairs, Upstairs"                                                        |
| 2013      | Haven                         | Aiden Driscoll   | odcinek „Crush”                                                                       |
| 2013      | Republic of Doyle             | Grant Pritchard  | odcinek „Young Guns”                                                                  |
| 2015      | Christmas Truce               | John Myers       | Film telewizyjny                                                                      |
| 2017      | Eyewitness                    | Louis Allen      | Film telewizyjny                                                                      |
| 2017      | Real Detective                | Det. Bob Creed   | odcinek „The Riverside Killer”                                                        |
| 2017      | Girlfriends’ Guide to Divorce | Sensei Rex       | odcinki „Run Toward What Scares You”, „The Cat Is Always on the Roof”, „Just Survive” |

## Życie prywatne
Jest zapalonym hokeistą i miłośnikiem przyrody.
Od 2016 r. mieszka w Los Angeles.